# El Jícaro (El Progreso)
El Jícaro ist ein rund 4500 Einwohner zählender Ort und ein Municipio im Departamento El Progreso in Guatemala. Er liegt knapp 100 km nordöstlich von Guatemala-Stadt und 29 km östlich von Guastatoya am Río Motagua auf 245 m Höhe. Wenige Kilometer nördlich des Ortes verläuft die wichtige Atlantikfernstraße CA 9, die Guatemala-Stadt mit Puerto Barrios verbindet. El Jícaro hat einen Bahnhof an der parallel zur CA 9 verlaufenden Bahnstrecke, die 2007 stillgelegt wurde.
Das 249 km² große Municipio liegt im Südwesten von El Progreso und erstreckt sich vom Tal des Río Motagua in die im Süden gelegenen Berge. Es hat insgesamt etwa 14.000 Einwohner. Neben dem Hauptort El Jícaro besteht das Municipio aus den sieben „Landgemeinden“ (Aldeas) Paso de los Jalapas, Las Ovejas, El Espíritu Santo, Los Bordos de Barillas, Lo de China, Agua Caliente und El Pino. Dazu kommen die sieben Weiler El Tambor, La Palma, Piedra Ancha, Ojo de Agua, Santa Rosalia und Las Joyas.
Angrenzende Municipios sind San Cristóbal Acasaguastlán und San Agustín Acasaguastlán im Norden sowie Guastatoya im Westen. Im Süden grenzt El Jícaro an das Departamento Jalapa, im Osten an Zacapa.
El Jícaro trug früher die indigenen Namen Xicalli und dann Xicaros, was sich auf einen örtlichen Maya-Stamm bezog. Bis 1908 war der Ort unter seinem spanischen Namen eine Landgemeinde des Municipios San Cristóbal Acasaguastlán und gehörte mit diesem zum Departamento Zacapa. Ende August 1908 wurde El Jícaro ein eigenständiges Municipio im neuen Departamento El Progreso.
1872 wurde der spätere guatemaltekische Präsident José María Orellana Pinto in El Jícaro geboren.